# 새뮤얼 윌러드

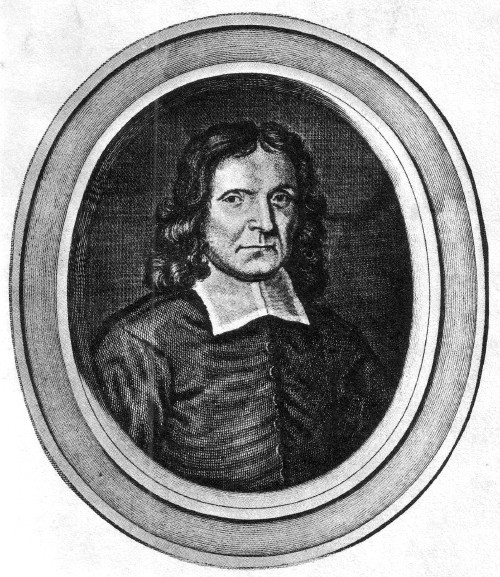
새뮤얼 윌러드

새뮤얼 윌러드(Samuel Willard, 1640년 ~ 1707년) 콩코드 (매사추세츠주)에서 출생하였으며 1659년에 하버드 대학교를 졸업하였다. 1678년부터 사망할 때까지, 보스톤에 있는 제3의 교회에서 목회자로 사역하였다. 1701-1707, 인크리스 매더의 후임으로 하버드 대학교의 6대 총장 후반기로 봉사하였다.
그는 양자의 교리에서 성경은 칭의와 양자의 교리를 분명히 구분하고 있다고 주장하였다. 즉, 심판자이신 하나님과 아버지이신 하나님을 동시에 주장하고 있다는 것이다. 이러한 설명은 그 당시에 청교도들이 양자의 교리에 대해서 많이 다루고 있지 않는 것에 대한 그의 특징이다. 그는 젊은 학자들에게 성경을 읽기 위해서는 문법과 수사학뿐만 아니라, 그 안에 포함된 논리를 반드시 알아야 한다고 가르쳤다. 성경을 연구하는 데 있어서는 이런 작업은 시간이 들고 많은 노력이 요구된다고 주장하였다.(17세기 뉴잉글랜드의 지성,114쪽)

## 유명한 경귀
- 영적인 원칙들의 목적은 영적인 성과물들을 내놓기 위한 것이다.

## 재물관
그는 청교도적인 재물관을 드러내었는 데, 학교에서 지나치게 사치스런 옷을 입는 것을 '대학교의 죄들' 중의 하나로 명시하였다.

## 저서
A Complete Body of Divinity 사후 출판됨.
The Child's Portion
The Character of a good ruler. 보관됨 2020-02-14 - 웨이백 머신